# Кемза
Кемза је митолошко биће приказивано као неман која дави људе и животиње. Верује се да живи у води или поред воде (реке и језера) и да напада рибарске бродове. Кемза је биће налик караконџули и ђаволу. Ово биће среће се у словенској митологији и у разним другим културама. Спомиње се код Бугара (кандзо, канзо, кандзил итд.), Македонаца, Црногораца, Грка. Користили су га за плашење деце. Изгледа као велика змија, са великим испупченим очима које сијају као бисери, огромном главом и малим роговима на њој. Веровања у кемзу доводе се у везу са веровањима у але, водењаке и водене духове.
Постоји веровање да кемза мами купаче у вир, где се вода окреће у круг, и да тамо репом увија жртву, која се после више не може спасити. У околини Алексинца употребљава се клетва: „Однеја те кендза." Постоји такође израз „Тера га кендза“. Најчешће се користи за некога ко ради нешто што не би требало. Ово биће је у околини Крушевца, као и у неким другим крајевима називано анђама, што је један од израза за ђавола. У Македонији је забележен обичај да се за Божић меси колач у облику змије – караконџул који се окачи у димњак и тако стоји све до Крстовдана. У околини Скадарског језера постоји веровање да у језеру живи блавор.
Постоји претпоставка да реч кенза води порекло од цинцарског израза за караконџулу (кара-кондза). Представе о овим змијоликим неманима се на неки начин доводе у везу са митовима о Ахелоју, грчком богу реке Ахелој, за којег се веровало да може да се претвори у змију или у бика. Веза која се уочава између ових водених бића указује на то да постоји повезаност митолошких представа о њима.